# Synaldis israelica
Synaldis israelica är en stekelart som beskrevs av Fischer 1993. Synaldis israelica ingår i släktet Synaldis och familjen bracksteklar. Inga underarter finns listade i Catalogue of Life.